# Sędowice (wieś w województwie lubelskim)
Sędowice – wieś w Polsce, położona w województwie lubelskim, w powiecie ryckim, w gminie Ryki. 
Wieś jest sołectwem w gminie Ryki. Według Narodowego Spisu Powszechnego z roku 2011 wieś liczyła 681 mieszkańców.

## Części wsi
| SIMC    | Nazwa      | Rodzaj    |
| ------- | ---------- | --------- |
| 0390828 | Karczmiska | część wsi |
| 0390834 | Piaski     | część wsi |

Wierni Kościoła rzymskokatolickiego należą do parafii Nawiedzenia Najświętszej Maryi Panny w Bobrownikach.

## Historia
Sędowice w XVI wieku „Sandowicze” – według registru poborowego powiatu radomskiego z r. 1508 wieś Sadowicze, Modrzyce, Bobrowniki stanowiły własność Stanisława Tarły, płaciły poboru 8 grzywien. Według registru poborowego powiatu stężyckiego z roku 1569 wieś Sędowice, w parafii Bobrowniki, własność pani Boguszowej, miała 7½, łana. (Pawiński, Małopolska, 331, 477).
W wieku XIX Sędowice stanowiły wieś i folwark nad Wieprzem, powiecie nowoaleksandryjskim, gminie Irena, parafii Bobrowniki. Folwark Sędowice wchodził wówczas w skład dóbr Dęblin.

## Podział administracyjny
W latach 1975–1998 miejscowość administracyjnie położona była w województwie lubelskim.